# روبن كنوخه
روبن كنوخه (بالألمانية: Robin Knoche)‏ (Robin Knoche) (مواليد 22 مايو 1992)، هو لاعب كرة قدم كان يلعب كمدافع.

## وصلات خارجية
- روبن كنوخه على موقع الاتحاد الأوربي (الإنجليزية)
- روبن كنوخه على موقع إي إس بي إن إف سي (الإنجليزية)
- روبن كنوخه على موقع قاعدة بيانات كرة القدم.إي يو (الإنجليزية)
- روبن كنوخه على موقع بيانات كرة القدم. دي إي (الألمانية)
- روبن كنوخه على موقع Soccerbase.com (لاعب) (الإنجليزية)
- روبن كنوخه على موقع Soccerway.com (الإنجليزية)
- روبن كنوخه على موقع عالم كرة القدم.نت (الإنجليزية)
- روبن كنوخه على موقع AS.com (الإسبانية)